# Bojkovice
Bojkovice (en allemand : Bojkowitz) est une ville du district d'Uherské Hradiště, dans la région de Zlín, en Tchéquie. Sa population s'élevait à 4 382 habitants en 2020.

## Géographie
Bojkovice se trouve à 10 km au nord-est d'Uherské Hradiště, à 24 km au sud-est de Zlín, à 90 km à l'est-sud-est de Brno et à 270 km au sud-est de Prague.
La commune est limitée par Luhačovice au nord, par Rudimov et Pitín à l'est, par Žítková, Starý Hrozenkov et Vápenice au sud, et par Komňa, Záhorovice et Rudice à l'ouest.

## Histoire
La première mention écrite du village date de 1086.

## Personnalités
- Vítězslav Kyšer (1898-1943)
- Josef Stolařík (né en 1933)
- Karel Urbánek (né en 1941), homme politique

## Sources
- (cs) Cet article est partiellement ou en totalité issu de l’article de Wikipédia en tchèque intitulé « Bojkovice » (voir la liste des auteurs).

- (de) Cet article est partiellement ou en totalité issu de l’article de Wikipédia en allemand intitulé « Bojkovice » (voir la liste des auteurs).